# Proviseux-et-Plesnoy
 Proviseux-et-Plesnoy  là một xã ở tỉnh Aisne, vùng Hauts-de-France thuộc miền bắc nước Pháp.